# بردی (آلبوم بردی)
بیردی (به انگلیسی: Birdy) اولین آلبوم استودیویی از بیردی است که در ۴ نوامبر ۲۰۱۱ منتشر شد.
بیشتر آهنگ‌های این آلبوم بازخوانی آهنگ‌هایی از جیمز تیلر، فلیت فاکسز، ایکس‌ایکس، فونیکس و خدمات پستی می‌باشد.